# Перепись населения США (1930)
Пятнадцатая перепись населения на территории США проводилась в 1930 году. В переписи приняло участие 122 775 046 человек, что примерно на 16 % больше, чем в предыдущей переписи. Тогда по результатам переписи в стране проживало 105 710 620 человек.

## Вопросы переписи
Участники переписи предоставили следующую информацию о себе:
- Адрес проживания
- Имя
- Родственная связь с главой домохозяйства
- Находится ли жильё в собственности
  - Если опрашиваемый собственник, стоимость жилья
  - Если опрашиваемый арендует жильё, стоимость аренды
- Владеет ли участник радио
- Является ли жильё фермерским угодьем
- Пол
- Раса
- Возраст
- Семейное положение, возраст во время первой свадьбы
- Посещение школы
- Уровень грамотности
- Место рождения участника и его родителей
- Если участник переписи был рождён за границей:
  - Язык, использовавшийся в семье до переезда в США
  - Год переезда в США
  - Получил ли участник гражданство США
  - Уровень знания английского языка
- Род занятий, отрасль промышленности и класс работника
- Работал ли участник за день до заполнения переписи или последняя дата на постоянной работе
- Является ли участник переписи ветераном войн
- Если коренной житель США:
  - Является ли участник чистокровным индейцем или смешанных кровей
  - Принадлежность к племени